# Minikassett

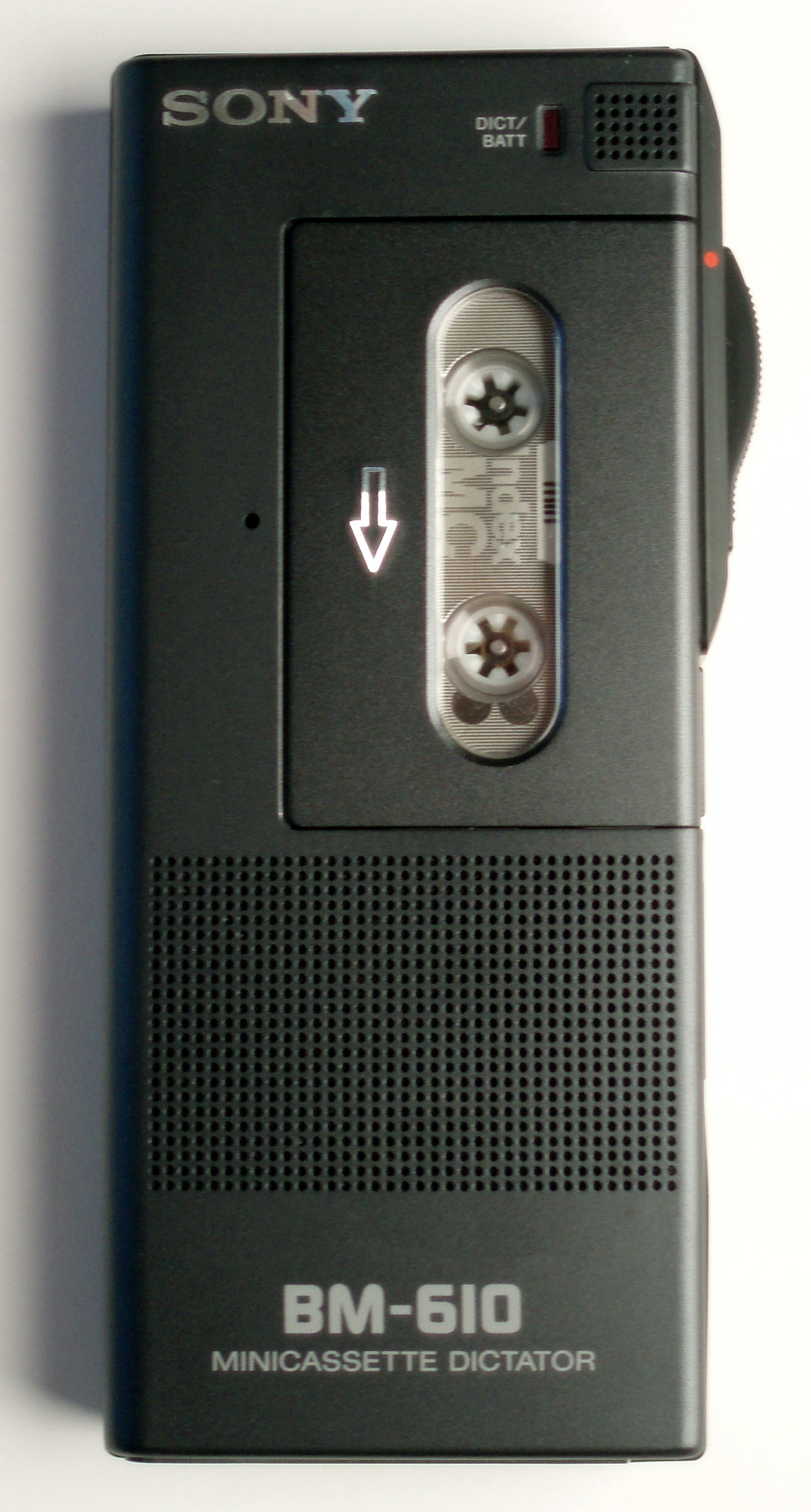
Minikassettbandspelare från Sony.

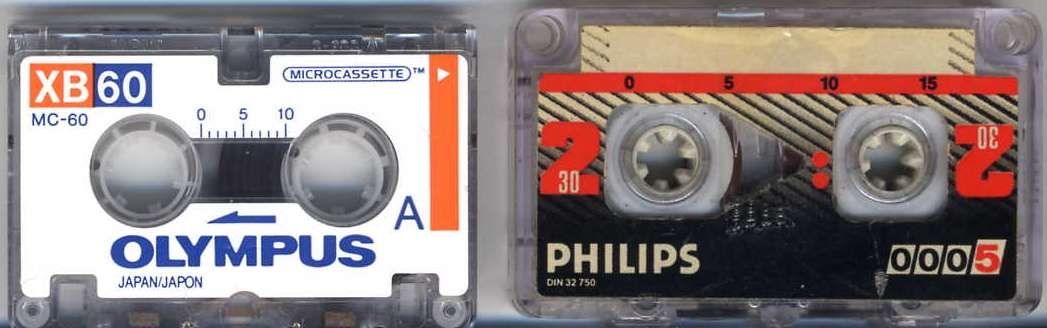
Mikrokassettband till vänster och minikassettband till höger.

En minikassett var ett format för magnetband, som introducerades av Philips 1967. Det marknadsfördes fram till 1992 av Norelco och därefter av Philips.

### Fotnoter
1. ↑  ”Microcassette™ - Minicassette” (på engelska). Arkiverad från originalet den 30 juni 2012. https://archive.is/20120630212429/http://home.comcast.net/~trafficgard/Micro-mini-cassette.htm. Läst 18 juni 2015.